# Gan tiền Sleumer
Gan tiền Sleumer hay bạch châu Đà Lạt (tên khoa học: Gaultheria sleumeri) là một loài thực vật có hoa trong họ Thạch nam. Loài này được Smitinand & Phạm Hoàng Hộ mô tả khoa học đầu tiên năm 1987.
Loài này có ở khu vực Đà Lạt, Việt Nam.